# イタロ・ダルマチア語
イタロ・ダルマチア語（イタロ・ダルマチアご、英: Italo-Dalmatian languages）は、イタロ・西ロマンス語の内、イタリア半島部とダルマチア地方で話されている諸言語を含む分類法。西ロマンス語と共にロマンス諸語の中核を成しており、特徴として祖語たるラテン語との近似性が最も高いという点を持つ。

## 種類
- トスカーナ語
  - イタリア語（標準イタリア語）
  - コルシカ語（コルシカ・イタリア語）
- 中央イタリア語（トスカーナ語の一部に含む説もある）
- ナポリ・カラブリア語
- シチリア語
  - タラント語
- ヴェネト語（ガロ・イタリア諸語に含む説もある）
- ユダヤ・イタリア語群
- イストリア語
- ダルマチア語（死語）